# Tipula woodi
Tipula woodi är en tvåvingeart som beskrevs av Alexander 1948. Tipula woodi ingår i släktet Tipula och familjen storharkrankar. Inga underarter finns listade i Catalogue of Life.